# Amadeus 6. greve af Savoyen
Amadeus 6.  greve af Savoyen, kendt som den grønne greve (italiensk: Il Conte Verde) (4. januar 1334 i Chambéry i Savoyen – 1. marts 1383 i Campobasso i regionen Molise i Syditalien) var greve af Savoyen fra 1343 til 1383  . 
Amadeus 6. blev forfader til Sardiniens konger i 1730–1861 og til Italiens konger i 1861–1946.

## Familie
Amadeus 6. var gift med Bonne af Bourbon, grevinde af Savoyen. Bonne var svigerinde til Karl 5. af Frankrig.
Amadeus 6. og Bonne fik tre børn, men der var kun Amadeus 7., greve af Savoyen, der blev voksen. De blev bedsteforældre til Amadeus 8. af Savoyen, der blev kendt som Modpave Felix 5..

## Panserskibet Conte Verde
Panserskibet Conte Verde blev opkaldt efter den grønne greve. Skibet blev bygget fra 1867, og det blev ophugget i 1898.